# Hermann Hoffmann (Richter)
Hermann Hoffmann  (* 3. Juli 1880 in Frauendorf, Landkreis Randow; † 17. Oktober 1945 im Speziallager Nr. 1 Mühlberg) war ein deutscher Reichsgerichtsrat.

## Leben
Hoffmann war der Sohn des Superintendenten Carl Hoffmann (1836–1903) und Enkel des Hofpredigers Wilhelm Hoffmann. Er bestand die erste juristische Staatsprüfung 1902 mit der Note „gut“, die zweite 1908 mit „gut“. Amtsrichter am Amtsgericht Stettin wurde er zum Neujahrstag 1910. Am Ersten Weltkrieg nahm er als Hauptmann der Reserve teil. 
1922 wurde Hoffmann zum Landgerichtsdirektor beim Landgericht Stettin befördert. Im Februar und März 1929 führte er den Vorsitz in dem vielbeachteten 2. Stettiner Fememordprozess gegen Edmund Heines und sieben andere Angeklagte wegen der Ermordung des Landarbeiters Willi Schmidt im Juli 1920.
Mitte Juli 1931 kam Hoffmann als Hilfsarbeiter an das Reichsgericht, er verließ im Herbst die DVP. Mitte August 1932 wurde er zum Reichsgerichtsrat ernannt. Er war im II., V. und I. Strafsenat tätig. Am 17. Oktober 1939 beantragte er die Aufnahme in die NSDAP und wurde zum 1. Februar 1940 aufgenommen (Mitgliedsnummer 7.475.676).
Bei Kriegsende wurde Hoffmann 1945 durch den NKWD verhaftet. Er starb noch im selben Jahr im Speziallager Nr. 1 Mühlberg.

## Ehrungen
- 20. April 1938 Silbernes Treudienst-Ehrenzeichen
- 9. Oktober 1939 Goldenes Treudienst-Ehrenzeichen

## Archivarische Überlieferung
Im Bundesarchiv haben sich drei Personalakten des Reichsjustizministerium zu Hoffmann erhalten, die seine Laufbahn von seiner Zeit im juristischen Vorbereitungsdienst, den juristischen Vorbereitungsdienst und seine Richterzeit umfassen (R 3001/60819, R 3001/60820, R 3001/60821). Außerdem liegt dort eine Personalakte aus seiner Zeit beim Reichsgericht (R 3002/1249).

## Schriften
- Die Genehmigung im Bürgerlichen Gesetzbuch, Greifswald 1903. (Dissertation)